# Bombardier CRJ200
Bombardier CRJ100 и CRJ200 — семейство (модели 100 и 200) региональных среднемагистральных самолётов и их модификации, производимых канадской компанией Bombardier и основанных на бизнес-джете Canadair Challenger.

## Разработка

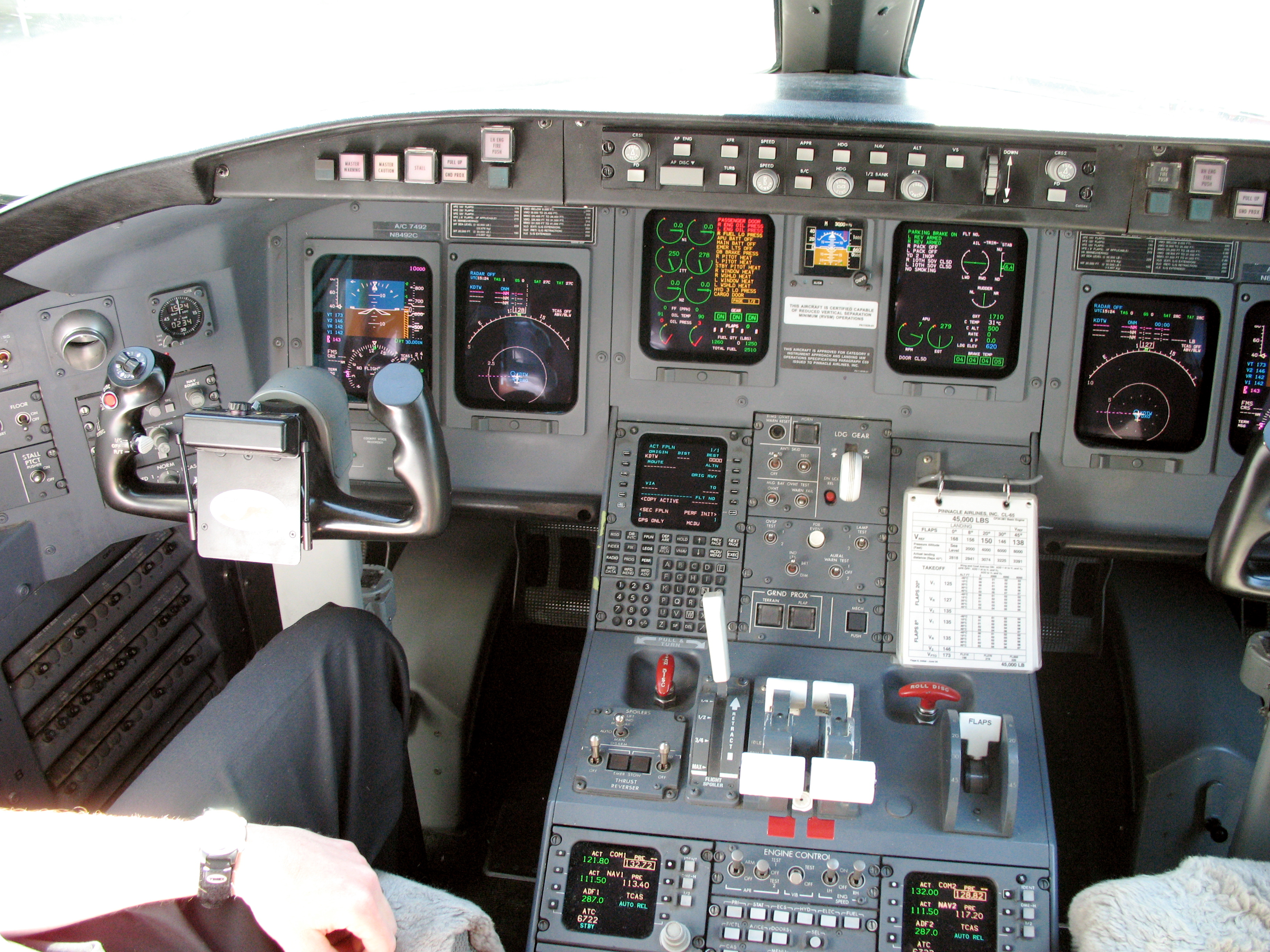
Кабина пилотов CRJ

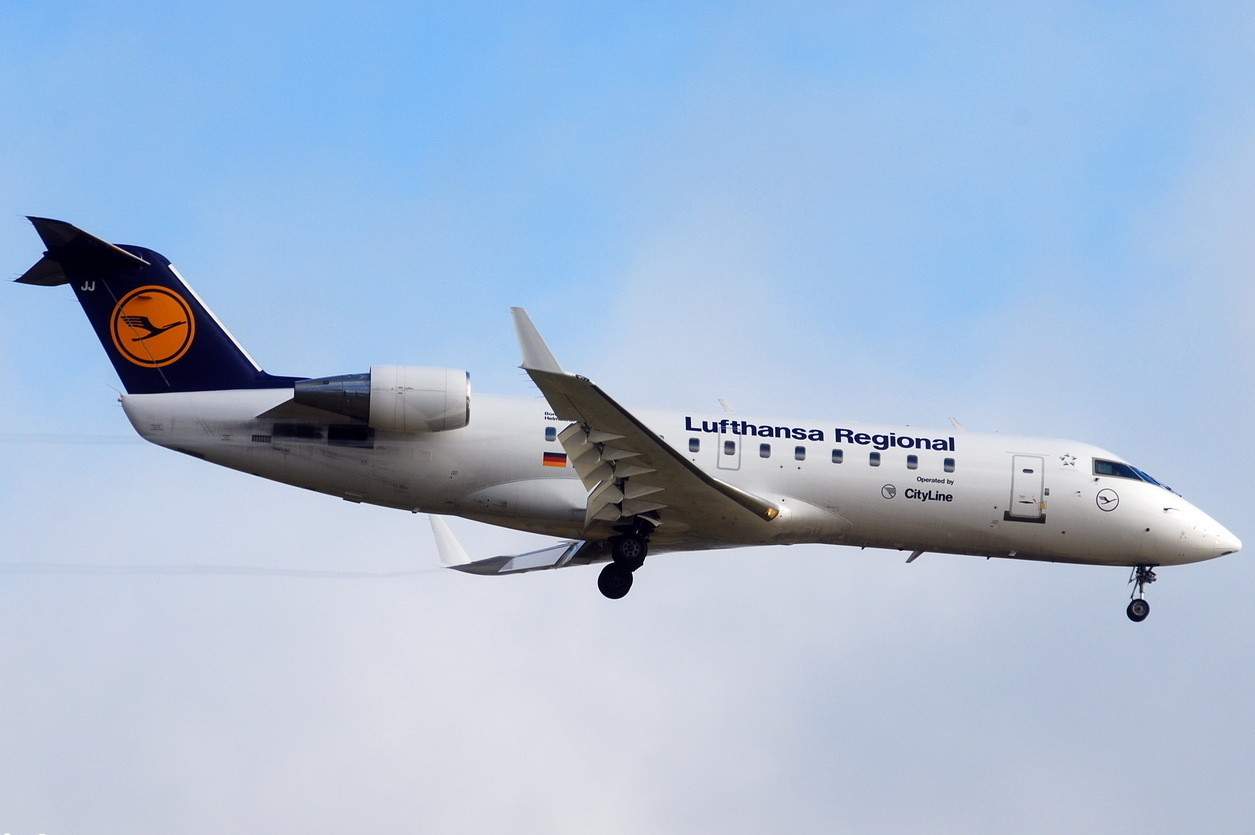
CRJ100 Lufthansa CityLine

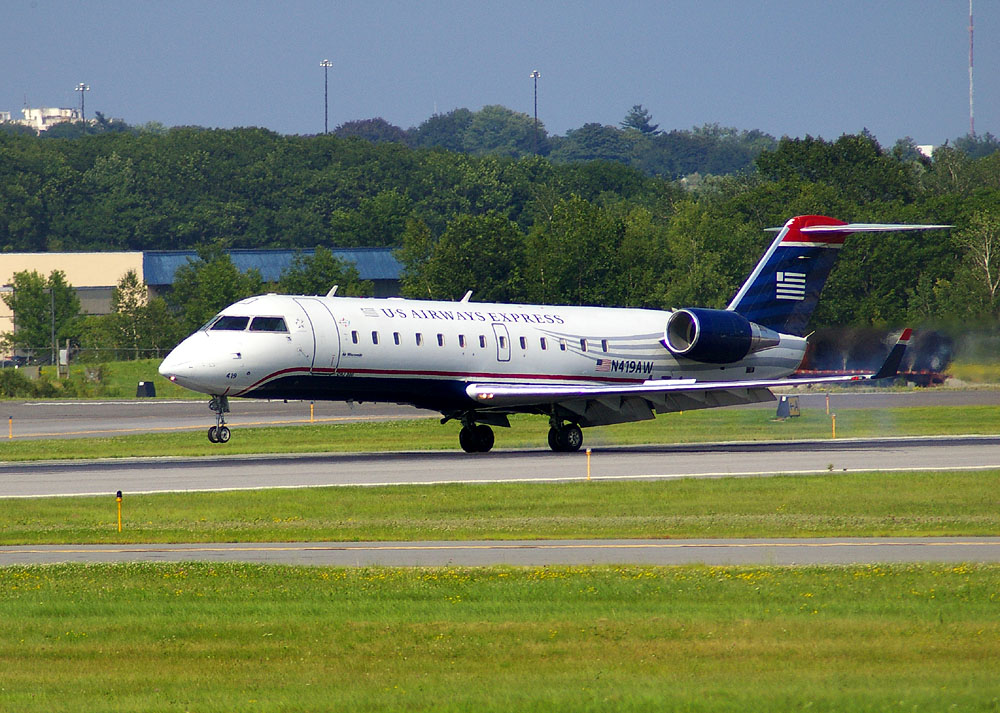
CRJ200 US Airways Express

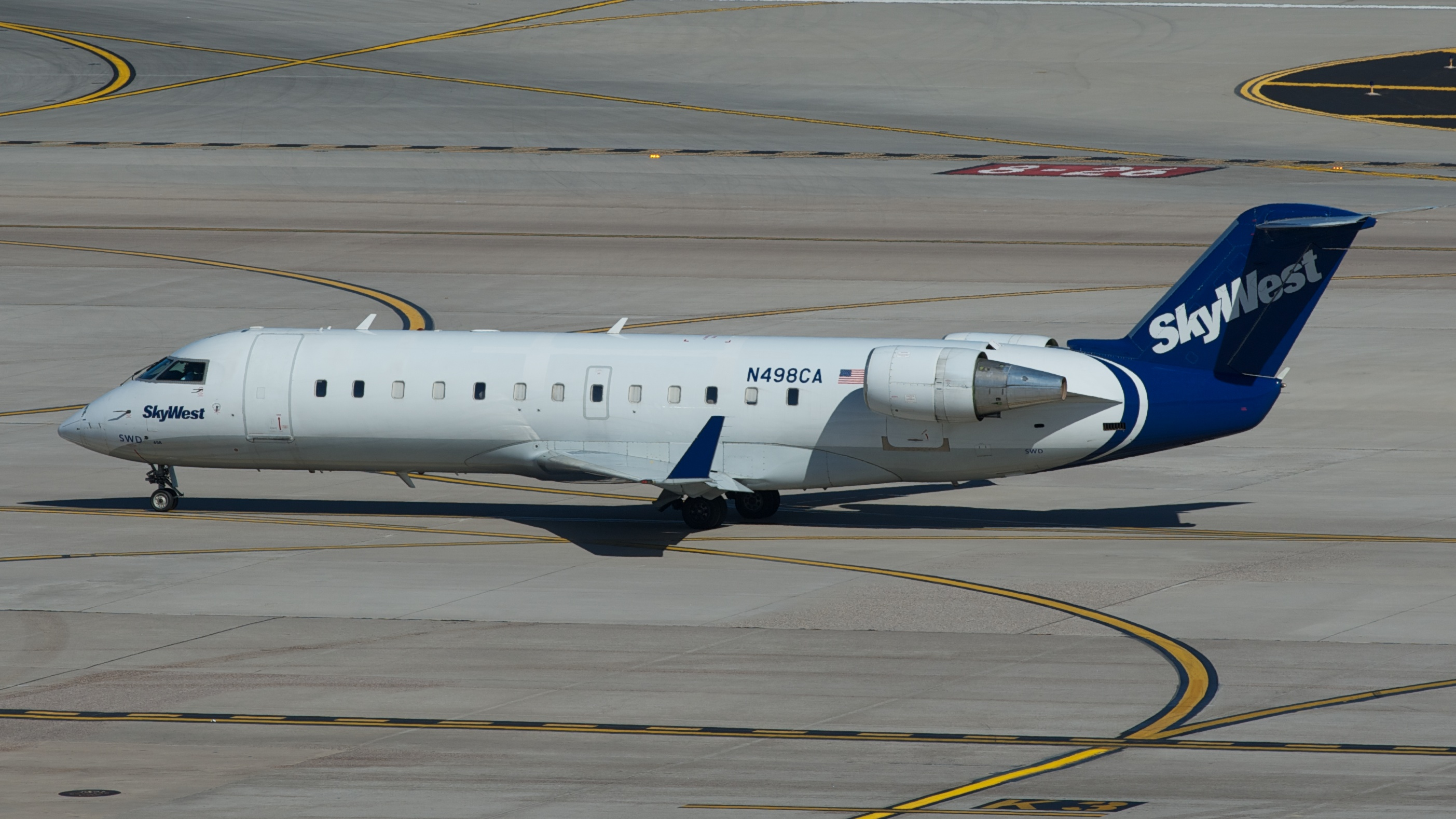
CRJ200 SkyWest Airlines

Самолёт разработан на базе Canadair Challenger, проект которого был приобретён компанией Canadair у Уильяма Лира в 1976 году.
Широкий фюзеляж Challenger с компоновкой кресел 2+2 позволил инженерам Canadair увеличивать пассажировместимость простым удлинением. Существовали планы по разработке Challenger 610E на 24 пассажира. Проект был закрыт в 1981 году, однако идея не была заброшена.
В 1987 г. началась проработка гораздо более амбициозного проекта, который в 1989 году был официально представлен под названием Canadair Regional Jet. Торговая марка «Canadair» была сохранена, несмотря на то, что компания была куплена фирмой Bombardier. Первый полёт одной из трёх первых машин CRJ100 был выполнен 10 мая 1991 г. Первый прототип (C-FCRJ) 26 июля 1993 года сорвался в штопор и потерпел аварию. Сертификат типа был получен в 1992 г., и в том же году первые серийные самолёты поступили заказчикам.

### CRJ100
При создании CRJ100 за основу был взят Bombardier CL-600. Корпус удлинили на 5.92 метра, были добавлены два аварийных выхода, а также изменена и усилена конструкция крыла. Стандартная компоновка 50-местная; максимальное количество пассажиров — 52. Отличительными чертами CRJ100 стали: комплекс авионики Collins ProLine 4, турбовентиляторные двигатели General Electric CF34-3A1 тягой в 41 кН (4180 кгс), новое крыло с увеличенным размахом, более вместительные топливные баки и улучшенное шасси. Выпускались и другие варианты модели: CRJ100 ER и CRJ100 LR с увеличенной дальностью полёта на 20 % и 40 % соответственно. CRJ100 SE был разработан в качестве корпоративной модификации.

### CRJ200
Успешная модель CRJ100 в 1995 году была модернизирована в CRJ200 — самолёту поставили новые, более экономичные двигатели General Electric CF-34-3B1. CRJ200 имеют повышенные эксплуатационные характеристики: данный тип способен выполнять полёты в сложных метеорологических условиях и в условиях высокогорных аэродромов.
Пятидесятиместный комфортабельный салон, оборудованный удобными кожаными креслами, благодаря имеющимся инженерно-техническим решениям, может легко быть переоборудован в полный эконом или бизнес/экономкласс.
Авиакомпания Pinnacle Airlines имела в распоряжении несколько самолётов этой модели в 44-местной модификации (вариант с такой компоновкой был назван CRJ440), хотя впоследствии они были переоборудованы в 50-местные. Такая модификация была создана для соответствия условиям соглашения, ограничивающего использование региональными перевозчиками крупных авиакомпаний самолётов пассажировместимостью 50 и более человек. По той же причине 40-местные CRJ200 были проданы авиакомпании Comair со скидкой, чтобы предотвратить покупку менее дорогих и меньших по размеру Embraer 135.
Также существует и грузовая версия — CRJ200 PF (Package Freighter), которая была разработана совместно с Cascade Aerospace по заказу West Air Sweden.

## Модификации
Выпускалось несколько модификаций CRJ пассажировместимостью от 40 до 50 человек. «Regional Jet» в названии модельного ряда — рыночное наименование. Официальное — CL-600-2B19.
CRJ100Исходная 50-местная модель. Оборудована двигателями General Electric CF34-3A1.
CRJ100SFПереоборудованный для грузовых перевозок (изначально пассажирский) CRJ100.
CRJ200Самолёт идентичен CRJ100, за исключением двигателей, которые были заменены на более экономичные CF34-3B1.
CRJ200SFПереоборудованный для грузовых перевозок CRJ200.
CRJ200PFГрузовая модификация CRJ200.
CRJ44044-местная версия, созданная для некоторых крупных авиакомпаний США (из-за соглашения об ограниченной пассажировместимости самолётов на региональных рейсах).
Challenger 800/850бизнес-джет CRJ200
CRJ500Проект 50-местного варианта с улучшенным салоном и крылом, основанный на CRJ700/900. Был закрыт в 2001 году.

## Эксплуатанты
По состоянию на июль 2015 года эксплуатируются 563 единицы CRJ100 и CRJ200 всех модификаций. Основными эксплуатантами являются SkyWest Airlines (167), Expressjet (78), Endeavor Air (43), Air Wisconsin (71), PSA Airlines (35), Jazz Aviation (25), RusLine (17), Air Nostrum (10), SA Express (10), SCAT (6) и другие авиакомпании, имеющие в своём парке меньшее количество этих самолётов.

## Технические характеристики
| Модификация                          | CRJ-100 ER/LR                       | CRJ-200 ER/LR                       |
| ------------------------------------ | ----------------------------------- | ----------------------------------- |
| Экипаж                               | 3-4 (2 пилота + 1-2 бортпроводника) | 3-4 (2 пилота + 1-2 бортпроводника) |
| Пассажировместимость                 | 50 (CRJ-100/200) 44 (CRJ-440)       | 50 (CRJ-100/200) 44 (CRJ-440)       |
| Длина Размах крыла Высота            | 26,77 м 21,21 м 6,22 м              | 26,77 м 21,21 м 6,22 м              |
| Площадь крыла Макс. диаметр фюзеляжа | 48,35 м² 2,69 м                     | 48,35 м² 2,69 м                     |
| Двигатели (2x) Тяга (2x)             | GE CF34-3A1 41,01 кН                | GE CF34-3B1 41,01 кН                |
| Макс. вес без топлива                | 19 958 кг                           | 19 958 кг                           |
| Макс. грузоподъёмность               | 6124 кг                             | 6124 кг                             |
| Макс. взлётная масса                 | 24 041 кг                           | 24 041 кг                           |
| Макс. дальность полёта               | ER: 3000 км LR: 3710 км             | ER: 3045 км LR: 3713 км             |
| Крейсерская скорость                 | 785 км/ч (0,74 Маха)                | 785 км/ч (0,74 Маха)                |
| Макс. скорость                       | 859 км/ч (0,81 Маха)                | 859 км/ч (0,81 Маха)                |
| Практический потолок                 | 12 496 м                            | 12 496 м                            |
| Количество заказов                   | 1054                                | 1054                                |
| Дата сертификации                    | нет данных                          | июль 1992 года                      |

## Аварии и катастрофы
| Дата       | Бортовой номер | Место происшествия | Жертвы  | Краткое описание |
| ---------- | -------------- | ------------------ | ------- | --- |
| 26.07.1993 | C-FCRJ         | Байерс             | 3/3     | Рухнул на кукурузные поля во время тестового полёта из-за ошибок экипажа. |
| 08.09.1994 | N403SW         | Глендейл           | 0/36    | Во время буксировки неожиданно поехал вперёд и врезался в машину буксира. |
| 16.12.1997 | C-FSKI         | Фредериктон        | 0/42    | Жёсткая посадка и столкновение с канавой из-за плохих погодных условий и ошибок экипажа. |
| 28.12.1999 | D-ACJA         | Дюссельдорф        | 0/23    | Попытка угона. |
| 09.03.2002 | N622BR         | Вашингтон          | 0/53    | Во время взлёта столкнулся с двумя индейками. |
| 22.06.2003 | F-GRJS         | Брест              | 1/24    | Жёстко сел до торца ВПП и сгорел. |
| 14.10.2004 | N8396A         | Джефферсон-Сити    | 2/2     | Перегоночный рейс. Отказ обоих двигателей из-за ошибок экипажа. |
| 21.11.2004 | B-3072         | Баотоу             | 2+53/53 | Рухнул на замёрзшее озеро в парке из-за атмосферного обледенения обоих крыльев. |
| 06.01.2005 | VT-SAL         | Гоа                | 0/4     | Грузовой рейс. Разбился при посадке. |
| 11.03.2005 | N8932C         | Милуоки            | 0/12    | Выкатился за пределы ВПП из-за ошибок экипажа. |
| 27.08.2006 | N431CA         | Лексингтон         | 49/50   | Произошла по той же причине, что и предыдущая. |
| 24.01.2007 | EC-IBM         | Барселона          | 0/44    | Приземлился «на брюхо» из-за ошибок экипажа. |
| 25.01.2007 | N17337         | Денвер             | 0/54    | Аварийная посадка из-за разрушения вентиляторного диска двигателя № 1. |
| 13.02.2007 | N168CK         | Москва             | 0/3     | Грузовой рейс. Разбился вскоре после взлёта из-за атмосферного обледенения. |
| 07.04.2007 | N77181         | Мичиган            | 0/4     | Аварийная посадка из-за разрушения двигателя № 1, обломки которого повредили стабилизаторы. |
| 12.04.2007 | N8905F         | Траверс-Сити       | 0/52    | После посадки выкатился с ВПП и разрушился на две части. |
| 20.05.2007 | C-FRIL         | Торонто            | 0/40    | После посадки сломались обе задние стойки шасси. |
| 16.12.2007 | N470ZW         | Провиденс          | 0/34    | Скатился с ВПП из-за ошибок экипажа. |
| 14.02.2008 | EW-101PJ       | Ереван             | 0/21    | Опрокинулся вскоре после взлёта из-за обледенения крыла. |
| 07.07.2008 | N706EV         | Лос-Анджелес       | 0/0     | Во время промывки компрессоров двигателей те резко запустились и он врезался в два соседних борта (N916EV и N975EV). |
| 12.11.2009 | 5Y-JLD         | Кигали             | 1/15    | После аварийной посадки из-за отказа двигателя № 1 и остановки внезапно ускорился, повернул направо и врезался в здание аэропорта. |
| 04.04.2011 | 4L-GAE         | Киншаса            | 32/33   | Разбился при посадке из-за плохих погодных условий. |
| 30.07.2011 | EC-ITU         | Барселона          | 0/38    | Аварийная посадка со второй попытки. |
| 24.01.2012 | N8524A         | Провиденс          | 0/н.д.  | Повреждение электрической системы из-за пожара. Списан. |
| 15.04.2012 | N684BR         | Молин              | 0/0     | Получил сильные повреждения во время града. Списан. |
| 17.07.2012 | N865AS         | Сент-Джордж        | 1/1     | Совершал рейс из Солт-Лейк-Сити. Ночью на его борт забрался пилот, разыскиваемый в связи с убийством своей подруги. Охранник аэропорта сообщил о попытке угона, самолёт ударился о здание терминала и выкатился на парковку. Пилот покончил с собой, застрелившись в кабине экипажа. |
| 05.12.2012 | N411ZW         | Нью-Йорк           | 0/53    | При заходе на посадку столкнулся со стаей белых гусей. |
| 29.01.2013 | UP-CJ006       | Алма-Ата           | 21/21   | Разбился при посадке из-за резко ухудшившегося состояния здоровья командира экипажа. |
| 07.09.2013 | TC-EJA         | Москва             | 0/11    | Жёсткая посадка (не выпустились обе задние стойки шасси). |
| 16.07.2014 | N845AS         | Атланта            | 0/н.д.  | При посадке разрушилось крыло. Списан. |
| 08.01.2016 | SE-DUX         | Аккаяуре           | 2/2     | Грузовой рейс. Свалился с эшелона из-за технической неисправности. |
| 13.09.2017 | N261PS         | Шарлотт            | 0/53    | Столкнулся с багажным буксиром, существенно повредил левое крыло. |
| 17.03.2018 | C-FDJA         | Монреаль           | 0/4     | Во время стоянки у гейта в стоящий самолёт врезался служебный автомобиль. |
| 01.05.2021 | ?              | ?                  | 3/3     | Грузовой рейс. Пропал с радаров. |
| 01.12.2021 | VQ-BOQ         | Челябинск          | 0/35    | При посадке выкатился за пределы ВПП. |
| 15.01.2024 | RA-67135       | Новосибирск        | 0/48    | Совершил вынужденную посадку в новосибирском аэропорту Толмачево из-за технической неисправности. |
| 24.07.2024 | 9M-AME         | Катманду           | 18/19   | Разбился сразу после взлета |